# Ablabys taenianotus
Poisson feuille cacatoès
Espèce
Ablabys taenianotus ou Poisson feuille cacatoès est une espèce de poisson marin de la famille des scorpénidés, cousin des rascasses.

## Description
Ablabys taenianotus est un poisson marin de petite taille, il peut atteindre 15 cm maximum. Son corps est comprimé latéralement et doté d'une nageoire dorsale partant du dessus de la tête jusqu'à pratiquement rejoindre la base supérieure de la nageoire caudale. Lorsque la nageoire dorsale est déployée, elle forme comme une crête rappelant celle des perroquets du même nom. Les épines de la nageoire dorsale sont venimeuses. Il se maintient au substrat et se déplace à l'aide de ses nageoires pectorales.
Sa couleur varie du crème au brun foncé avec des taches.

## Distribution
Zone tropicale du centre du bassin Indo-Pacifique soit plus précisément entre la Malaisie au Japon et de l'Indonésie à l'Australie.

## Habitat
Profondeur de 0,5 à 20 m sur fond sableux de préférence avec des gravats coralliens et débris végétaux (feuilles mortes et palmes) voire également dans prairies de Zosteraceae.

## Nourriture
Ce poisson a un régime alimentaire carnivore. Il se nourrit de crevettes, de petits crustacés et autres petits poissons passant à sa portée.

## Comportement
Benthique, nocturne, il chasse à l’affût soit en demeurant immobile soit en suivant les mouvements de l'eau afin d'imiter le balancement des débris environnants.